# 3958 Komendantov
3958 Komendantov è un asteroide della fascia principale. Scoperto nel 1953, presenta un'orbita caratterizzata da un semiasse maggiore pari a 2,4685730 UA e da un'eccentricità di 0,2081251, inclinata di 4,83710° rispetto all'eclittica.